# 杜紀川
杜纪川（英語：John Tu，1941年8月12日—），生于中華民國重庆市，祖籍浙江省麗水市青田縣北山村，金士顿科技創辦人，臺灣企業家，擁有中華民國國籍和美國國籍。

## 生平
其父杜桐蓀，中華民國官員，曾任電影檢查處處長。其母朱莉，藝名威莉，曾是電影明星。
杜纪川童年时期先后在重庆與上海生活过，因國共內戰而辗转遷至台灣，在高雄師大附中读完高一后轉學到香港。1962年，進入德國達姆施塔特工業大學电机工程系。1972年，移居美国加州从事房地产销售工作。
1982年，他和孙大卫在美国加州硅谷创办了Camintonn公司，三年后以600万美元的价格被AST并购。由于在股市投资失利，600多万元化为乌有。1987年，与好友孙大卫几经商议还是决定二度创业，他在车库中找到2000美元为初始资金，创立了金士顿科技。1996年，软银以15亿美元购买了其80%的股份，1999年以4.5亿美元回购。
杜支持艾琳·古薇爾（Erin Gruwell）的自由作家基金会，並長期贊助台灣金馬獎。在2011年，杜捐助了120万美元分送給加州大学欧文分校一年级医科学生每人一个iPad。
杜在自己的乐队「JT and California Dreamin」中擔任鼓手。截至2011年11月，杜是全球第400富有的人、全美第130位富有的人，拥有28亿美元的財產。